# Trấn (Trung Quốc)
Trấn hay thị trấn (tiếng Trung giản thể: 镇/市镇, bính âm: zhèn) là cấp đơn vị hành chính địa phương nhỏ nhất ở Trung Quốc, cùng cấp hương.
Trấn vốn là một đơn vị quân sự. Đứng đầu một trấn là trấn tướng. Từ thời Nam-Bắc triều đã có các trấn ở khu vực biên giới. Đến cuối thời Đường thì trấn xuất hiện ngay cả trong nội địa. Thời Nhà Thanh, thì trấn và thành trở nên phổ biến. Tháng 1 năm 1909, Nhà Thanh ban bố "chương trình tự trị địa phương thành trấn hương", quy định các vùng nông thôn với dân cư tập trung trên 50.000 người thì dồn lại cho lập các trấn.

## Thời Cộng hòa Nhân dân Trung Hoa
Khi Cộng hòa Nhân dân Trung Hoa thành lập thì có đơn vị hành chính trấn, nhưng không có quy định thống nhất về trấn, nên quy mô dân số của trấn mỗi nơi một khác. Năm 1954, toàn Trung Quốc có 5.400 trấn, trong đó 920 trấn có dân số dưới 2.000 người, 2.302 trấn có dân số 2.000-5.000 người, 1.373 trấn với dân số 5.000-10.000 người, 784 trấn với dân số 10.000-50.000 người và 21 trấn có dân số trên 50.000 người. Tháng 6 năm 1955, chính phủ Cộng hòa Nhân dân Trung Hoa ra quyết định về thiết lập thành thị và trấn trong đó có các tiêu chí rõ ràng để xác định trấn. Từ năm 1975 tới năm 1978, hai Hiến pháp của nước này đều quyết định bãi bỏ đơn vị hành chính hương nhưng vẫn bảo lưu đơn vị hành chính trấn. Sau khi công xã nhân dân bị bãi bỏ vào cuối thập niên 1970, trấn trở nên quan trọng hơn. Ngày 29 tháng 11 năm 1984, Quốc vụ viện Trung Quốc đưa ra tiêu chuẩn về trấn như sau:
- Tại khu vực cơ quan chính quyền nhà nước cấp huyện đóng trụ sở có thể lập trấn.
- Tổng dân số không quá 20.000 người thì là hương, nếu dân không làm nông nghiệp trên 2 nghìn người thì có thể lập trấn.
- Tổng dân số trên 20.000 người thì là hương, nếu dân không làm nông nghiệp chiếm 10% trở lên cũng có thể lập trấn.
- Các khu vực sinh sống của dân tộc thiểu số, các khu vực biên giới dân thưa thớt, khu vực miền núi hoặc khu vực tập trung xí nghiệp công nghiệp nhỏ, khu vực ven cảng nhỏ, các khu du lịch, khu vực cửa khẩu biên giới, mặc dù dân phi nông nghiệp không quá 2.000 người nhưng vẫn có thể lập trấn.

## Niên biểu
| Năm  | Số lượng | Năm  | Số lượng |
| ---- | -------- | ---- | -------- |
| 1961 | 4.429    | 1994 | 16.702   |
| 1978 | 2.173    | 1995 | 17.532   |
| 1986 | 10.717   | 1996 | 18.171   |
| 1988 | 11.481   | 2000 | 20.312   |
| 1990 | 12.084   | 2001 | 20.358   |
| 1991 | 12.455   | 2002 | 20.600   |
| 1992 | 14.539   | 2003 | 20.226   |
| 1993 | 15.806   | 2004 | 19.892   |